# Unciaal 0100
Unciaal 0100 (Gregory-Aland), ε 070 (Soden), is een van de Bijbelse handschriften in de Griekse-Koptische taal. Het dateert uit de 7e eeuw en is geschreven met uncialen op perkament.

## Beschrijving
Het bevat de tekst van het Evangelie volgens Johannes (20,26-27.30-31). De gehele codex bestaat uit 1 blad (37 × 38 cm) en werd geschreven in twee kolommen per pagina, 33 regels per pagina.
Kurt Aland de Griekse tekst van de codex niet plaats hem in een categorie.

## Geschiedenis
Het handschrift bevindt zich in de Bibliothèque nationale de France (Copt. 129,10), in Parijs.